# Los Tarantos
Los Tarantos (titlul original: în spaniolă Los Tarantos) este un film spaniol din 1963 regizat de Francisco Rovira-Beleta, bazat pe piesa lui Alfredo Mañas Historia de los Tarantos. A fost nominalizat la Oscar pentru cel mai bun film străin.
Protagoniștii filmului sunt actorii Carmen Amaya, Sara Lezana, Daniel Martín și Antonio Gades.

## Rezumat
Dragostea dintre doi țigani, Juana La Zoronga și Rafael El Taranto, din familii diferite din Barcelona este zădărnicită de dușmănia dintre părinții lor. Rafael o vede pe Juana dansând la o nuntă țigănească și este captivat de frumusețea și farmecul ei, iar ei se îndrăgostesc, ajutați de frații lor mai mici, care sunt în secret prieteni și simpatizanți cu tinerii îndrăgostiți.
Juana câștigă respectul mamei formidabile a lui Rafael, Angustias, prin spiritul și grația ei la flamenco, dar tatăl ei Rosendo, vechiul iubit al mamei lui Rafael, rămâne încăpățânat, în ciuda rugăminților Juanei, a lui Rafael și Angustiasei. Tatăl Juanei o oferă pe fiică-sa colegului său Curro, să o facă să uite de dragostea ei cu Rafael, dar nici Juana, nici Rafael nu pot uita dragostea lor. Curro devine arogant, ucigându-l pe prietenul lui Rafael, Mojigondo, și bătând-o pe Juana când bănuiește că s-a întâlnit cu Rafael. Disperată, Juana îl caută pe Rafael în porumbarul său și fac dragoste, plănuind să fugă a doua zi. Dar Curro, incitat de fratele Juanei, Sancho, îi găsește împreună și îi ucide pe amândoi. Fratele lui Rafael îl vânează ulterior pe Curro în grajdurile sale și îl ucide.

## Distribuție
- Carmen Amaya – Angustias, mama lui Rafael
- Sara Lezana – Juana (rol similar cu al Julietei)
- Daniel Martín – Rafael (rol similar cu a lui  Romeo)
- Antonio Gades – Mojigondo
- Antonio Prieto – Rosendo „el Zorongo”
- José Manuel Martín – Curro „el Picao”
- Margarita Lozano – Isabel
- Juan Manuel Soriano –
- Antonia „la Singla” – Sole
- Aurelio Galán El Estampío – Jero
- Peret – chitarist
- Andrés Batista – chitarist
- Emilio de Diego – chitarist
- „Pucherete” – chitarist
- Blay – chitarist
- El Chocolate – cântăreț
- „La Mueque” – cântăreț
- „Morita” – cântăreț
- Enrique Cádiz – cântăreț
- El Viti – cântăreț
- J. Toledo – cântăreț
- Antonio Escudero „El Gato” – Juan/dansator de flamenco
- D. Bargas – dansator de flamenco
- Amapola – Antonia/dansatoare de flamenco
- „El Guisa” – dansator de flamenco
- Antonio Lavilla – Sancho
- Francisco Batista	–
- Carlos Villafranca – Salvador
- Josefina Tapias –

## Premii și nominalizări
- 1963 Oscar
  - Nominalizat pentru Cel mai bun film străin.